# Kárpáti József (labdarúgó)
Kárpáti József (Újpest, 1944. március 6. – 2022. szeptember 21.) magyar labdarúgó, hátvéd.

## Pályafutása
1965 és 1966 között az Újpesti Dózsa labdarúgója volt. Az élvonalban 1965. november 7-én mutatkozott be a Dorog ellen, ahol 2–2-es döntetlen született. Tagja volt az 1965-ös bronzérmes csapatnak. 1967 és 1972 között az Egri Dózsa együttesében szerepelt. Az élvonalban összesen 94 mérkőzésen szerepelt és egy gólt szerzett.

## Sikerei, díjai
- Magyar bajnokság
  - 3.: 1965